# Melinda Terec
Melinda Anamaria Terec (* 28. März 1987 in Baia Mare, geborene Melinda Geiger) ist eine ehemalige rumänische Handballspielerin.

## Karriere
Melinda Terec spielte ab dem Jahre 2003 beim rumänischen Verein HCM Baia Mare. Im Sommer 2010 schloss sich die Rückraumspielerin dem CS Oltchim Râmnicu Vâlcea an. Mit Oltchim Râmnicu Vâlcea gewann sie in ihrer ersten Saison sowohl die rumänische Meisterschaft als auch den rumänischen Pokal. Nachdem Terec in der folgenden Spielzeit nur wenige Spielanteile erhalten hatte, wurde sie im Februar 2012 für den Rest der Saison 2011/12 vom deutschen Bundesligisten Thüringer HC ausgeliehen. Mit dem THC gewann sie die deutsche Meisterschaft. In der Saison 2012/13 wurde sie an HCM Baia Mare ausgeliehen. Mit Baia Mare gewann sie 2013 den rumänischen Pokal. Anschließend stand Terec fest beim HCM Baia Mare unter Vertrag, mit dem sie 2014 die Meisterschaft sowie 2014 und 2015 den rumänischen Pokal gewann. Im Sommer 2016 schloss sie sich dem französischen Erstligisten Brest Bretagne Handball an. Ende Dezember 2017 wechselte sie zum ungarischen Verein Siófok KC. Im Februar 2019 beendete sie aufgrund von Knieproblemen ihre Karriere. Nach einer dreijährigen Pause entschloss sie sich ihre Karriere fortzusetzen und unterschrieb einen Vertrag beim rumänischen Erstligisten CS Gloria 2018 Bistrița-Năsăud. Im Sommer 2023 verließ sie den Verein.
Terec gehörte dem Kader der rumänischen Nationalmannschaft an. Mit Rumänien gewann sie 2010 die Bronzemedaille bei der Europameisterschaft und 2015 die Bronzemedaille bei der Weltmeisterschaft. Sie gehörte dem rumänischen Aufgebot für die Olympischen Spiele in Rio de Janeiro an.